# Seznam slovenskih zborovodij
Seznam slovenskih zborovodij.

## A
- Almira Abolnar
- Anton Acman
- Emil Adamič
- Fran Adamič
- Karlo Adamič
- Franc Ahačič
- Joža Ambrož
- Vinko (Cena) Ambrožič
- Herman Antonič
- Arnod Arčon
- Ivan Arh
- Mihael Arko
- Barbara Arlič Kerstein
- Janko Avsenak

## B
- Katja Bajec Felc (MePZ dr. Frančišek Lampe, Črni Vrh nad Idrijo, ŽPZ Ivan Rijavec Črni Vrh nad Idrijo)
- Božidar Bajuk
- Marko Bajuk
- Anton Baloh (zborovodja)
- Janko Ban
- David Bandelj (Goriški mešani mladinski pevski zbor Primož Trubar)
- Gašper Banovec
- Matjaž Barbo
- Maks (Benedikt, Jožef) Baretto
- Ivan Bartl
- Franc Baškovič
- Martina Batič (Zbor Slovenske filharmonije)
- Ksenija Belcer Žnidaršič
- Tanja Benedik (ŽePZ Generacija '57, MePZ KUD Jevnica)
- Emerik Beran
- Davorin Beranič
- Viktor Berce
- Filip Bernard?
- Dario Bertinazzi
- Matija Bervar
- Dalila Beus
- Jana Bezjak
- Kaja Bicskey (Pegazove muze)
- Tina Bohak Adam
- Ivo Bolčina
- Polona Bolčina
- Ivan (Kapistran) Bole
- Janez Bole
- Karel Boštjančič
- Darijan Božič?
- Damijana Božič Močnik
- Lojze Bratuž
- Lojzka Bratuž
- Tone Brčko
- Bogomil Brecelj
- Ivan Brezovšek
- Franc Bricelj
- Josip Brnobić (hrv.-slov...)
- Alenka Brulc - Šiplič (MePZ Štefana Kovača)
- Zsuzsa Budavari Novak
- Venčeslav Budin
- Helena Buhvald Gorenšek
- Pavle Bukovac
- Jerica Bukovec (=J. Gregorc Bukovec)
- Andreja Martinjak (r. Burger) (Ljubljanski madrigalisti)
- Martina Burger
- Matej Burger (KUD Hugolin Sattner Novo mesto, MePZ DU Novo mesto, MPZ Šmihel - Novo mesto)

## C
- Pia Cah
- Peregrin Capuder
- Ivan Carli
- Srečko Carli
- Sandi Cej
- Rudi (Rudolf) Cerc
- Avgust Cerer
- Iztok Cergol
- Karel Just Cibic
- Milko Cibic
- France Cigan
- Marjan Ciglič (zborovodja)
- Tjaša Cigut
- Maja Cilenšek
- Stanko Colnarič
- Kristina Cotič
- Mirko Cuderman
- Slavica Cvitanič

## Č
- Danilo Čadež
- Vladimir Čadež
- Fani Čampa (1854-?)
- Martin Čebulj
- Jakob Čenčur
- Cecilija Čermelj Merljak
- Viktor Čermelj
- Ana Černe Gregorič
- Franc Černelič
- Anka Černic
- Mateja Černic
- Matjaž Černic
- Vinko Černic
- Mirko Černigoj
- Oto Čeru
- Silva Česnik
- Damijana Čevdek Jug
- Sonja Čibej
- Josip Čižek
- Antonija (Tončka) Čok
- Lidija Čop (r. Pečnik)
- Ambrož Čopi
- Boža Čotar
- Karel Črnigoj
- Rado Čuk

## D
- Maks Dachs
- Urška Damiš (MePZ Krka Novo mesto)
- Aldo Daneu
- Danilo Daneu
- Maks Debenjak
- Franjo Ivan Delak
- Jože Dernikovič
- Marija Detela Perko
- Oskar Dev
- Gabrijel Devetak
- Sabina Devjak Novak
- Jure Dobravec
- Silvana Dobrila
- David Fortunat Doktorič
- Anton Dolinar ml.
- Stanko Dolšina
- Janja Dragan
- Hinko Druzovič
- Nace Duh
- Rahela Durič Barić

## E
- Ana Erčulj

## F
- Matevž Fabijan
- Franc Fabris
- Tomaž Faganel
- Maksimiljan Feguš
- Robert Feguš
- Monika Fele
- Štefan Ferenčak?
- Martina Feri
- Fran Ferjančič
- Mirko Ferlan
- Štefan Ferluga
- Mirko Filej
- Andrej Filipič
- Vinko Filli
- Marija Fink (por. Geržinič)
- Alenka Flere Pavlič
- Ivan Florjanc
- Anton Foerster
- Helena Fojkar Zupančič
- Zorko Fon
- Lovro Frelih
- Jože Fürst

## G
- Marijan Gabrijelčič
- Lea Gačnik
- Janez Evangelist Gašparič
- Tone Gašper (MeKZ CARINTHIA CANTAT)
- Egidij Gašperšič
- Jože Gašperšič
- Fran Gerbič
- Jarmila Lily Gerbič
- Marijan Gerdej
- Marija Geržinič (r. Fink)
- Mitja Gobec
- Radovan Gobec
- Stanko Golob
- Hedvika Gorenšek
- Julij Gorič
- Aleš Gorjanc
- Jan Gorjanc Daniso
- Franc Gornik
- Edvard Goršič
- Matevž Goršič
- Manja Gošnik Vovk
- Franc Govekar
- Petra Grassi
- Anton Grbec (1878-1906)
- Helena Grbec
- Ivan Grbec
- Svetko Grgič
- Tit Grčar
- Marjan Grdadolnik
- Jerica Gregorc Bukovec (Komorni zbor Ave)
- Jože Gregorc
- Svetko Grgič
- Adolf Groebming/Adolf Gröbming
- Dimitrij Grlj
- Katja Gruber (nekoč Katja Kovač) (PZ Gorenje Velenje)
- Nanda Guček
- Mita Gustinčič

## H
- Marta Habe
- Stane Habe
- Tomaž Habe?
- Jernej Habjanič
- Anton Hajdrih
- Jože Hanc
- Zorko Harej
- Adolf Harmel
- Foltej (Valentin) Hartmann
- Andraž Hauptman (Komorni zbor AVE)
- Majda Hauptman
- Ignacij Hladnik
- Mojca Hladnik
- Anton Höller
- Matej Holmar
- Tomaž Holmar (st./ml.)
- Anton Hribar (*1839)
- Maja Horvat
- Ludovik Hudovernik
- Janez Jurij Hundtersinger
- Vojteh Hybášek

## I
- Ema Igličar
- Avgust Ipavec
- Tone Ivartnik

## J
- Cveto Jagrič
- Mihaela Jagodic
- Metka Jagodic Pogačar
- Dušan Jakomin
- Jožko Jakončič
- Andrej Jan (Argentina)
- Branko Jan
- Gorazd Jan
- Janč
- Anka Jazbec
- Eva Jelenc Drozg
- Ivo Jelerčič (1937-2025)
- Davorin Jenko
- Franc Jereb
- Peter Jereb
- Stanko Jericijo
- Ciril Jerše
- Milan Jevnikar
- Jože Jezeršek
- Anton Jobst
- Ferdo Juvanec

## K
- Ciril Kafol
- Mateja Kališnik
- Josip Kamnikar
- Janez Kampuš
- Ped/er Karlsson (švedsko-slov.)
- Josip Kenda
- Franc Kene
- Leon Kernel (Krnel)
- Pavel Kernjak
- Primož Kerštanj
- Jožko Kert
- Franc Kimovec?
- Bernarda Kink
- Oskar Kjuder
- Ludvik Klakočer
- Anton Klančič 1935-
- Gregor Klančič
- Zdravko Klanjšček
- Franja Kmetec
- Lojze Kobal
- Iztok Kocen (PAZ Vinko Vodopivec)
- Miro Kokol
- Ernest Kokot
- Franc Koler
- Janez Kolerič
- Emil Komel
- Pavlina Komel
- David Končan
- Janja Konestabo
- Srečko Koporc
- Klara Koradin
- Marjeta (Julijana) Korbun
- Karmen (Valerija) Koren
- Jože Kores ?
- Drago Korošec
- Anton Kosovel
- Valentin Kosovel
- Metka Kotnik
- Katja Kovač
- Alenka Kovačič
- Jelka B. Kovačič
- Jožko Kovačič
- Matjaž Kač (VS Cantemus, Popseslish, MePZ Šmartno, Rudarski oktet, VS ZaPet)
- Maks Kovačič
- Nadja Kovic
- Lojze Kozar
- Pavel Kozina
- Tomaž Kozlevčar (Perpetuum Jazzile)
- Ignac Kožlin
- Izidor Kožlin
- Albert Krajger
- Bogdan Kralj (MePZ Lojze Bratuž, MoVS Sraka)
- Ivo Kralj
- Lučka Kralj Jerman
- Luka Kramolc
- Ciril Kren
- Viktor Krenčič
- Jože Kreslin
- Terezija Križnik
- Ciril & Ivek Krpač?
- Dominik Krt (Cerkveni MePZ France Gačnik, Kvartet Krt)
- Janez Kuhar
- Janez Kukovica
- Srečko Kumar
- Kunaver?
- Egon Kunej
- Vilko Kuntara
- Ivan Kuret
- Stojan Kuret
- Barbara Kušar
- Božena Kutnar
- Robert Kohek (Mešani pevski zbor Zagradec, Mešani pevski zbor Dvor ob Krki)

## L
- Franc Lačen
- Urša Lah (APZ Tone Tomšič)
- Radislav Lakovič
- France Lampret
- Jernej Lampret?
- Ivan Lapuh
- Jožica Lasič (por. Cefarin)
- Marinka Lasič
- Andrej Marija Lenarčič
- Hilarij Lavrenčič
- Jože Leskovar
- Primož Leskovec
- Peter Lipar
- Alojz Lipovnik
- Rudi Loborec
- Monika Lojen
- Valter Lo Nigro
- Barbara Lotrič (r. Vodnik)
- Vladimir Lovec ?

## M
- Igor Majcen
- Andrej Makor
- Primož Malavašič (PAZ Vinko Vodopivec)
- Stane Malič
- Klara Maljuga
- Humbert Mamolo
- Peregrin Manich
- Vid Marcen
- Aleš Marčič
- Ivan Marin
- Fran(čišek) Marolt
- France Marolt
- Andreja Martinjak (r. Burger) (Ljubljanski madrigalisti)
- Kamilo Mašek
- Milan Matičič?
- Štefan Mauri
- Alojzij Mav
- Ivan Mele
- Ivan Mercina
- Slavko Mežek
- Josip Michl
- Alojzij Mihelčič
- Slavko Mihelčič
- Tatjana Mihelčič Gregorčič
- Viktor Mihelčič
- Janez Miklošič
- Metod M. Milač
- Rado Milič
- Vasilij Mirk
- Barbara Mirkac
- Andrej Misson
- Alenka Mlinšek
- Damijan Močnik
- Irma Močnik
- Janez Močnik
- Jože Mulej
- Marko Munih
- Zdravko Munih

## N
- Anton Nanut
- Janez Nastran
- Jernej Novak

## O
- Janko Obad
- Cecilija Oblonšek
- Janja Omejec (Zborallica)
- Eduard Oraže /Edi Oraže
- Josip Orel
- Rihard Orel
- Filip Oštir
- Ignacij Ota
- Jožefa Ovnič
- Marko Ozbič

## P
- Karol Pahor
- Leopold (Lavoslav) Pahor
- Josip Pangerc
- Stane Peček
- France Pergar
- Alenka Peric (r. Cencič?)
- Adolf Pertot
- Aleksandra Pertot
- Ferdinand Pertot
- Milan Pertot
- Drago Petaros
- Jožef Petrovič (glasbenik)
- Jože Petrun
- Andrej Pihler
- Mihaela Pihler (Pegazove muze)
- Ferdo Pirc
- France Pirc (1883-1929)
- Danica Pirečnik
- Vladimir Pirih (1922-2017)
- Tomaž Pirnat (Mladinski PZ RTV Slovenija)
- Makso Pirnik
- Nina Pisek
- Boris Plantan
- Josip Pleničar
- Marjetka Podgoršek Horžen
- Tereza Podlogar
- Brunoslav (Slavko) Podobnik
- Alenka Podpečan
- Andrej Pogačar Cevc
- Ivan Pogačnik
- Franc Pohajač
- Leopold Polenec
- Janez Ponikvar
- Matjaž Ponikvar
- Stane Ponikvar
- Ambrož Poniž
- Alojzij Potočnik (učitelj)
- Blaž Potočnik (1925)
- Branka Potočnik Krajnik
- Marijan Potočnik
- Tone Potočnik
- Franc Požun
- Drago Predan
- Ciril Pregelj
- Zorko Prelovec
- Bernarda Preložnik Kink
- Vladimir Premru
- Janko Pribošič
- Vito Primožič
- Mojca Prus
- Manuel Purger
- Ludvik Puš

## R
- Edvard Race
- Sergej(-ij) Radovič (1937-1980)
- Branko Rajšter (1930-89) (Mladinski pevski zbor Maribor, zdaj Carmina Slovenica)
- Fran Rakuša
- Gustav Rakuša
- Primož Rakuša
- Franc Rapotec
- Hrabroslav Ražem
- Tamara Ražem Locatelli
- Romana Rek
- Mirko Rener
- Ivan Repovš (1895-1973)
- Marjan Ribič (1931-)
- Ivan Rijavec
- Franc Robnik
- Almira Rogina (MoPZ VRES)
- Blaž Rojko ("Cluster")
- Jože Ropitz
- Barbara Rošer (MoPZ Adoramus)
- Branka Rotar Pance?
- Tjaša Rotar
- Brigita Rovšek
- Simona Rožman Strnad (MePZ Viva)
- Andrej Rupnik (Ansambel A)
- Ivan Rupnik
- Franc Rus
- Vilko Rus
- Andreja Rustja
- Miran Rustja

## S
- Tadej Sadar
- Uroš Sagadin
- Alenka Saksida
- Aljoša Saksida
- Jožef Samec
- Marko Sancin
- Neda Sancin
- Hugolin Sattner
- Julij Savelli
- Anka Savelli-Gaser
- Jakob Savinšek (skladatelj)
- Anton Schwab
- Elena Sedmak
- Peter Selčan
- Anton Sever
- Paul John Sifler
- Rajko Sikošek
- Ciril Silič
- Ivan Silič
- Roman Silič
- Ivan Simončič
- Janko Simoneta
- Rado Simoniti
- Tone Simoniti
- Franc Sivec
- Ivan Sivec (r. 1892) ?
- Jože Skrinar
- Dina Slama
- Mirko Slosar
- Lovro Sodja (1938-)
- Marjeta Sojar
- Sonja Sojer
- Tanja Sonc
- Herman Srebrnič
- Edvard Stanič
- Fran Stanič
- Franci Steban
- Srečko Stegnar
- France Stele
- Petra Stopar
- Anton Svetek
- Heribert Svetel

## Š
- Alenka Šalamon
- Franci Šarabon
- Ivan Šček
- Breda Šček
- Matjaž Šček
- Josip Šegula-Pec
- Bojana Šekoranja
- Alojz (Luis) Šeme
- Karmina Šilec (Carmina Slovenica)
- Barbara Šinigoj
- Pavel Šivic?
- Milko Škoberne
- Edo Škulj
- Oskar Škulj
- Erik Šmid
- Alojzij Šonc
- Viktor Šonc
- Peter Šorli
- Bogomir Špacapan
- Mirko Špacapan
- Gregor Špajzer
- Rožana Špeh
- Nino Špehonja
- Vendelin Špendov
- Urška Štampe
- Josip Šterbenc
- Ciril Štrukelj (1909-2000)
- France Štukl
- Avgust Šuligoj (Trboveljski slavček)
- Vanja Šuligoj
- Marinka Šuštar
- Ernest Švara
- Igor Švara
- Vinko Švara
- Vladimir Švara
- Zdravko Švikaršič (1885-1986)

## T
- Ingrid Tavčar
- Ivan Tavčar (1940)
- Marko Tiran
- Andreja Tomažič Hrvatin
- Ivan Tavčar (zborovodja)
- Marko Tiran
- Mirjam Tozon
- Tomaž Tozon
- Urban Tozon
- Katarina Trček Marušič
- Franc Treiber
- Justina Trobina
- Stanko Trobina
- Franc Trop
- Franc Trost
- Jože Trošt

## U
- Avgust Ulaga
- Emil Ulaga
- Željka Ulčnik Remic
- Jožef Urbanek

## V
- Mihael Vahen
- Jerneja Vakselj, Natalija Vakselj
- Sabina Vakselj (s.)
- Rafko Valenčič
- Emil Valentinčič
- Lucija Valentinčič
- Marko Vatovec
- Maks Vaupotič (1917-2017)
- Andrej Vavken
- Fran Venturini
- Vojko Veršnik (Pevsko društvo Alenčice Mežica, Lovski oktet LD Peca Mežica, Pevski zbor Tretje OŠ Slovenj Gradec)
- Ciril Vertačnik
- Anton Vilar
- Fran Serafin Vilhar
- Ida Virt?
- Valens Vodušek
- Hrabroslav Vogrič?
- Hrabroslav Volarič
- Ivan José Vombergar
- Damjana Vončina (Dekliški pevski zbor Radost Godovič)
- Josip Vošnjak (slov.-srb.)
- Slavko Vovk
- Ubald Vrabec
- Ivan Vrbančič
- Alojzij Vremšak
- Ciril Vremšak
- Samo Vremšak
- Jurče Vreže
- Jure Vrhovnik
- Sebastjan Vrhovnik (APZ Tone Tomšič)
- Špela Vrtačnik (MePZ Glasbena matica Ljubljana)
- Tadeja Vulc

## W
- Albin Weingerl
- Otto Wutte

## Z
- Venčeslav Zadravec
- Minka Zaherl
- Slavica Zanin
- Srečko Zavec
- Gertruda Zigmund
- Emil Zonta
- Marta Zore
- Jože Zrimšek
- Ciril Zrnec
- Marija Zupan
- Albert Zupanc
- Ivan Zupanc (1911-1986)
- Miha Zupanc Kovač
- Janez Zupančič
- Marica Zupančič

## Ž
- Andrej Žagar
- Pavle Žagar
- Martin Železnik
- David Žerjal
- Drago Žerjal
- Nada Žerjal Zaghet
- Suzana Žerjal
- Drago Žerjav
- Vinko Žerjav
- Franka Žgavec
- Janko Žirovnik
- Jasna Žitnik
- Franc Žižmond
- Marija Župančič
- Tone Žuraj
- Dragica Žvar
- Bernarda Žvikart
- Miran Žitko